# هيلين براونلي
هيلين براونلي (بالإنجليزية: Helen Brownlee)‏ هي راكبة الكنو أسترالية، ولدت في 18 مايو 1945 في سيدني في أستراليا.

## روابط خارجية
- هيلين براونلي على موقع أوليمبيديا (الإنجليزية)
- هيلين براونلي على موقع قاعة أستراليا للمشاهير الرياضية (الإنجليزية)